# São Felipe
São Felipe is een gemeente in de Braziliaanse deelstaat Bahia. De gemeente telt 20.952 inwoners (schatting 2009).

## Aangrenzende gemeenten
De gemeente grenst aan Conceição do Almeida, Cruz das Almas, Dom Macedo Costa, Maragogipe, Muniz Ferreira, Nazaré, Santo Antônio de Jesus, São Félix en Sapeaçu.